# Accord de libre-échange entre le Japon et l'Union européenne
L'accord de libre-échange entre le Japon et l'Union européenne (Japan-EU Free Trade Agreement – JEFTA) est un accord de libre-échange, entre deux des plus importants pôles économiques mondiaux, entré en vigueur le 1er février 2019.

## Histoire

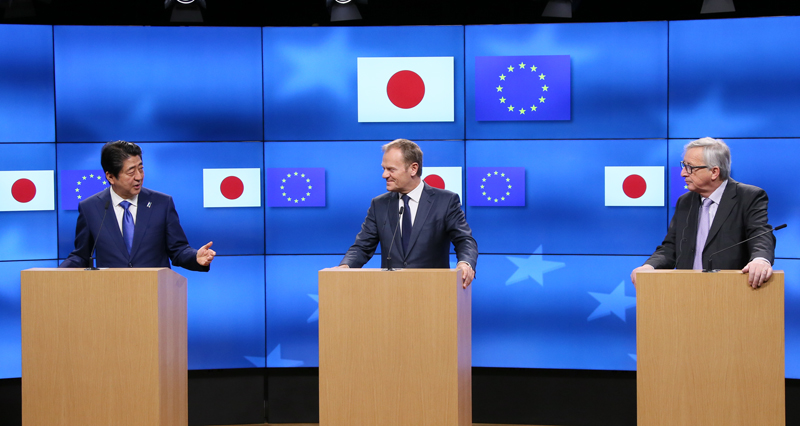
Shinzō Abe, Donald Tusk et Jean-Claude Juncker en 2017.

Les discussions en vue d'un démarrage des négociations ont commencé en mai 2011. Les négociations commencèrent officiellement en mars 2013,. En février 2015, les négociations en étaient à leur 9e session. En juin 2016, la 16e session eut lieu. Les négociations aboutirent officiellement en 6 juillet 2017, avec un accord de principe, même si des discussions sur la question du tribunal d'arbitrage doivent encore avoir lieu. L'accord est prévu pour entrer en vigueur, au moins partiellement, dès 2019.
En décembre 2017, la finalisation des négociations sur une grande partie du contenu de l'accord est annoncée. Il créera une zone de libre échange couvrant un quart de l'économie mondiale. Les discussions sur la question du tribunal d'arbitrage ne sont cependant pas encore achevées.
Le 17 juillet 2018, à Tokyo, l'accord de libre-échange est signé par Shinzō Abe, premier ministre japonais, Donald Tusk, président du Conseil européen, et Jean-Claude Juncker, président de la Commission européenne. L'accord modifie la question de la protection des investissements et des règlements des conflits, ce qui permet de ne pas induire une ratification par chaque parlement des pays européens. Seuls le parlement européen et le parlement du Japon doivent ratifier l'accord pour permettre sa mise en vigueur. L'accord devait être signé à Bruxelles, mais Shinzō Abe a annulé sa visite en Europe à la suite des inondations de 2018 au Japon.
Le 8 décembre 2018, le Japon ratifie l'accord puis le 12 décembre, c'est au tour du Parlement européen de ratifier l'accord. Il entre en vigueur le 1er février 2019.

## Contenu et objectifs
Réduction des droits de douane du Japon
L'accord vise notamment à une réduction des tarifs douaniers du Japon sur des produits agro-alimentaires comme le chocolat, le vin, le fromage, la viande ou encore les pâtes, domaines où le Japon conserve d'importants tarifs douaniers. Avant cet accord, les droits douaniers du Japon vis-à-vis des produits de l'UE étaient de 30 % sur le fromage et de 38,5 % sur la viande de bœuf, de 30 % sur le chocolat, de 24 % sur les pâtes et de 15 % sur le vin, mais aussi le cacao en poudre, la confiserie, de biscuit, de produits à base de tomate, de beurre, de poudre de lait. Une partie de ces réductions tarifaires devraient être progressives notamment pour la viande de porc et de bœuf, le fromage ou les produits transformés, alors qu'elles devraient être immédiates pour l’alcool dont le vin. L'accord porte des réductions de tarifs douaniers également sur des produits tels que les produits de la pêche, la confiserie, le beurre et les spiritueux.
Cependant le riz, produit particulièrement symbolique et subventionné, n'est pas concerné par ces réduction de tarifs douaniers, il en va de même pour le sucre.
Certains produits non alimentaires comme  les chaussures sont également concernés par une diminution des droits de douane japonais, qui devrait passer de 30 % à 0 % de manière progressive sur 10 ans. Avant cet accord les droits de douane étaient ainsi de 9 à 12 % dans les produits textiles, de 8 à 16 % dans la maroquinerie, de 5 % dans la joaillerie. Les droits de douane japonais doivent être supprimés directement sur les produits de la filière bois, les produits chimiques, les cosmétiques, et le textile,.
L'accord porte également sur la suppression de certaines barrières non tarifaires du Japon. Comme une harmonisation de l'étiquetage des droits textiles, de la certification qualité des produits médicaux et une harmonisation des normes sur les véhicules à moteur. L'accord vise également à étendre la reconnaissance des appellations d'origine protégées européennes au Japon,. Cela concerne par exemple le Roquefort, le camembert ou la feta. Au total 205 appellations d'origine protégées européennes devraient être reconnues au travers de cet accord.
L'accord permet l'accès aux marchés publics des 53 plus grandes villes du Japon, ainsi que dans le secteur ferroviaire pour les entreprises européennes. L'accord vise également à une extension des droits d'auteur au Japon de 50 ans à 70 ans après la mort de l'auteur, ainsi qu'à une extension des droits d'auteur au Japon aux performances musicales publiques.
Réduction des droits de douane de l'Union européenne
En contrepartie, le Japon souhaite la suppression des droits de douane européens de 10 % sur les automobiles venant du Japon,, de manière progressives sur 7 ans. Les pièces automobiles sont également concernées avec la suppression des droits de douane, mais de manière immédiate sur ce type de produit. Les tarifs douaniers de l'Union européenne sur les automobiles étaient avant cet accord de 10 % et ceux sur les pièces automobiles de 3 %. L'accord baisse également les droits de douane européens sur les produits alimentaires japonais comme le riz, le saké ou le bœuf. De plus, l'accord permet l'ouverture du secteur du matériel ferroviaire et de signalisation ferroviaire européen aux entreprises japonaises, ainsi que l'ouverture aux entreprises japonaises des marchés publics des principales villes d'Europe.

## Relations économiques entre l’Union européenne et le Japon
L'économie du Japon est en 2018 le second partenaire économique asiatique de l’Union européenne derrière celle de la Chine et le troisième au niveau mondial. De même, l'Union européenne est le troisième partenaire économique du Japon après la Chine et les États-Unis.
| Exportation en 2016     | en milliard d'€ | Part dans le commerce total extra-UE-28 (%) |
| ----------------------- | --------------- | ------------------------------------------- |
| UE vers le Japon        | 58,1            | 3,3                                         |
| Japon vers l'UE         | 66,5            | 3,9                                         |
| Allemagne avec le Japon | 18,4            | 1,5                                         |
| Japon avec l'Allemagne  | 22,0            | 2,3                                         |

Le Japon est également un investisseur important pour l'UE :
| Somme des investissements directs extra-UE 2011-2014 | en milliards d'€ | part (%) |
| ---------------------------------------------------- | ---------------- | -------- |
| UE vers le Japon                                     | 12,3             | 0,88     |
| Japon vers l'UE                                      | 24,8             | 1,68     |

## Critiques
Comme de nombreux accords parallèles, cet accord fait face à des critiques, notamment sur l'opacité des négociations ou sur les tribunaux d'arbitrages.
Des critiques plus spécifiques à cet accord ont cependant été formulées, notamment sur l'absence de condamnation par l'Union européenne, au travers de cet accord, de la chasse à la baleine effectuée par le Japon, ainsi que la surpêche pratiquée par le Japon ou également l'absence de garde-fou contre le commerce de bois illégal, secteur où le Japon a une politique complaisante,.
Dans le cadre de ces critiques, Greenpeace a notamment fait fuiter des documents de négociations datant entre mars 2013 et janvier 2017.